# 베어마운틴교

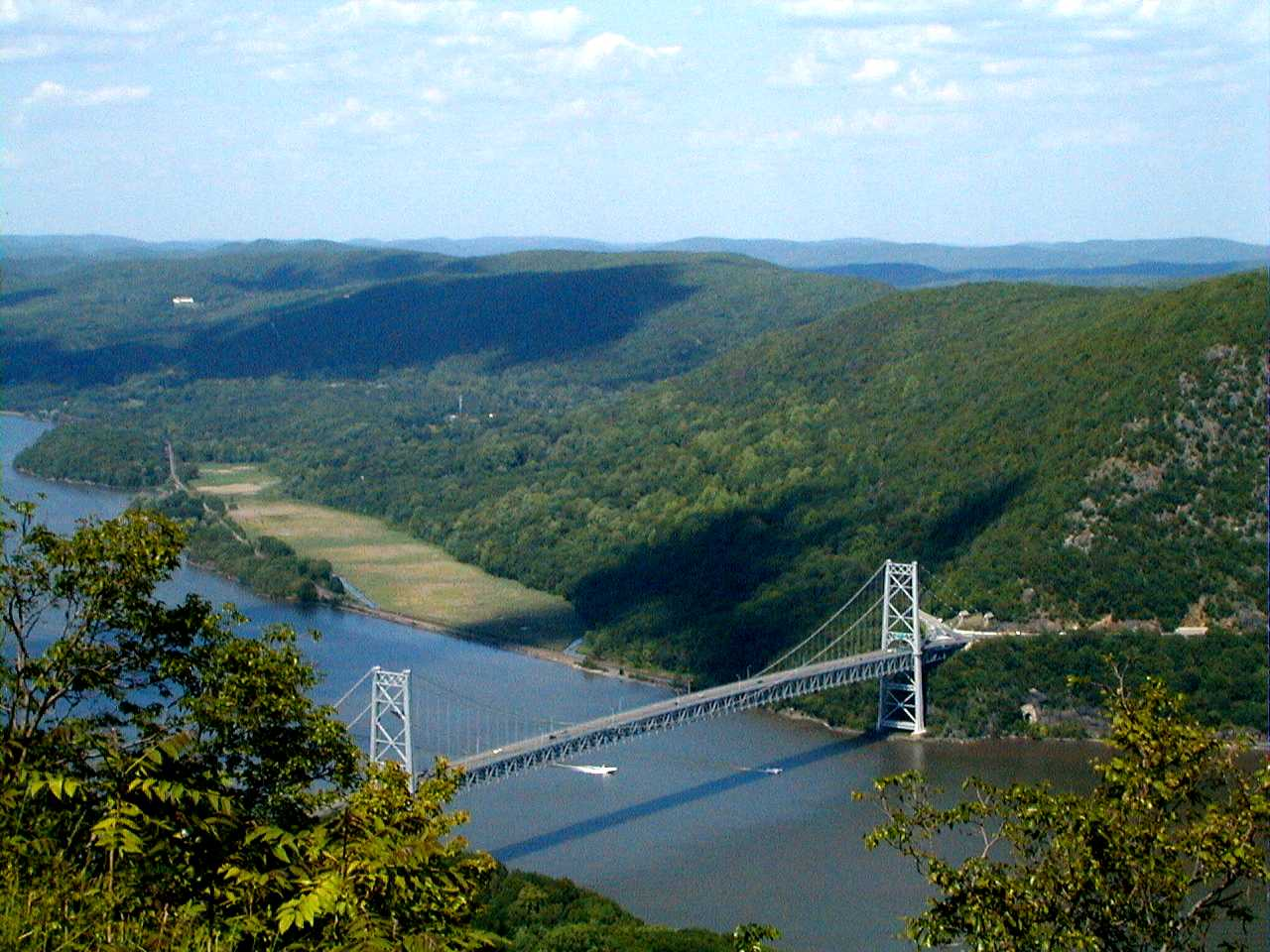
베어마운틴 교

베어마운틴 교(Bear Mountain Bridge)는 허드슨강의 다리로, 로클랜드 군과 웨스트체스터 군을 연결하는 교통의 중심이다. 베어마운틴 주립 공원 접근 도로이기도 하다. 스팬은 497 미터로 세계에서 61번째로 긴 현수교이다.